# Lee Ae-jung
Lee Ae Jung (17 de marzo de 1987 – 6 de septiembre de 2007), también romanizado como Yi Ae Jeong, fue una actriz surcoreana.

## Biografía

### Carrera
Comenzó su carrera como actriz infantil, mientras que estaba en la escuela primaria, y en 1999, cuando cursaba el 6º grado apareció en Little Prince. Saltó a la fama por su papel en Autumn Fairy Tale del año 2000.

### Muerte
Fue diagnosticada con un tumor cerebral en julio de 2006, mientras que estaba en su primer semestre en la Universidad de Hanyang, después de visitar a su doctor por un dolor de cabeza. Fue sometida a dos cirugías en el Hospital de la Universidad Nacional de Seúl. Falleció el 6 de septiembre de 2007 a la edad de 20 años, en el hospital donde pasó sus últimos días.

## Filmografía

### Series
- Seoul Tango (SBS, 1998)
- Little Prince (KBS, 1999)
- Autumn Fairy Tale (KBS2, 2000) Shin-ae (joven)
- Four Sisters (MBC, 2001)
- Beautiful Days (SBS, 2001) Shin Jae-eun (joven)
- Jump (EBS, 2005)